# Erben Wennemars
Egbert Rolf „Erben” Wennemars (ur. 1 listopada 1975 w Dalfsen) – holenderski łyżwiarz szybki, dwukrotny brązowy medalista olimpijski, wielokrotny medalista mistrzostw świata.

## Kariera
Specjalizuje się w krótszych dystansach. Pierwszy medal zdobył w 1998 roku, kiedy podczas mistrzostw świata w wieloboju sprinterskim w Berlinie zajął trzecie miejsce. Wynik ten powtórzył na mistrzostwach świata w Calgary w 2003 roku, a podczas MŚ w Nagano 2004 roku i rozgrywanych rok później MŚ w Salt Lake City zwyciężał. Wielokrotnie zdobywał medale mistrzostw świata na dystansach. Podczas MŚ w Heerenveen w 1999 roku był drugi na 500 m, na MŚ w Salt Lake City w 2001 roku był trzeci na 1500 m, dwa lata później, podczas MŚ w Berlinie zwyciężył na dystansach 1000 i 1500 m, a w biegu na 500 m był trzeci. Kolejne dwa medale zdobył na MŚ w Seulu w 2004 roku był pierwszy na 1000 m i trzeci na 1500 m, a podczas MŚ w Inzell w 2005 roku, MŚ w Salt Lake City w 2007 roku i rozgrywanych rok później MŚ w Nagano zwyciężał w sztafecie. W Salt Lake City był też drugi na 1500 m.
W 1998 roku brał udział w igrzyskach olimpijskich w Nagano, ale w swoim jedynym stracie, biegu na 500 m nie ukończył rywalizacji. Podczas igrzysk w Salt Lake City w 2002 roku był piąty na 1000 m i dziesiąty na dwukrotnie krótszym dystansie. Ostatnie olimpijskie starty zanotował podczas igrzysk olimpijskich w Turynie w 2006 roku. Wspólnie ze Svenem Kramerem, Rintje Ritsmą, Markiem Tuitertem i Carlem Verheijenem zdobył brązowy medal w biegu drużynowym. Na tych samych igrzyskach był też między innymi trzeci w biegu na 1000 m, przegrywając tylko z dwoma reprezentantami USA: Shanim Davisem i Joeyem Cheekiem.
Wielokrotnie stawał na podium zawodów Pucharu Świata, odnosząc przy tym 25. zwycięstw. W sezonach 2002/2003, 2003/2004, 2004/2005 i 2006/2007 zwyciężał w klasyfikacji końcowej na 1000 m. W sezonie 2006/2007 wygrał też w klasyfikacji 1500 m, w sezonach 2001/2002, 2003/2004 i 2004/2005 był drugi, a w sezonie trzeci w tej klasyfikacji 2002/2003. Ponadto w sezonie 2002/2003 był drugi w klasyfikacji 500 m. Wielokrotnie też zdobywał medale mistrzostw Holandii, w tym czternaście złotych.
9 listopada 2007 w Salt Lake City ustanowił rekord świata w wyścigu na 1500 m wynikiem 1:42,32 min. Cztery miesiące później jego rekord poprawił Kanadyjczyk Denny Morrison.
Jego brat, Freddy Wennemars oraz syn, Joep Wennemars także zostali łyżwiarzami.

## Osiągnięcia

### Igrzyska olimpijskie
- Nagano 1998
  - DNF (500 m)
- Salt Lake City 2002
  - 5. (1000 m); 10. (500 m)
- Turyn 2006
  -  3. (1000 m);  3. (sztafeta); 5. (1500 m); 16. (500 m)

### Mistrzostwa świata

#### Mistrzostwa świata na dystansach
| Rok  | 500 m  | 1000 m | 1500 m | sztafeta |
| ---- | ------ | ------ | ------ | -------- |
| 1999 | srebro | 4.     | –      | –        |
| 2000 | 10.    | 6.     | –      | –        |
| 2001 | 18.    | 6.     | brąz   | –        |
| 2003 | brąz   | złoto  | złoto  | –        |
| 2004 | 11.    | złoto  | brąz   | –        |
| 2005 | 9.     | 9.     | 7.     | złoto    |
| 2007 | 14.    | 4.     | srebro | złoto    |
| 2008 | –      | –      | –      | złoto    |

#### Mistrzostwa świata w wieloboju sprinterskim
- 1998 – 3.
- 1999 – 5.
- 2000 – 5.
- 2001 – 5.
- 2002 – 5.
- 2003 – 3.
- 2004 – 1.
- 2005 – 1.
- 2007 – 6.
- 2009 – DNF

#### Mistrzostwa świata w wieloboju
- 2007 – 5.